# Barbara Ištvánová
Barbara Ištvánová (* 29. července 1991, Komárno, Československo) je slovenská modelka a vítězka Kenvelo Elite Model Look Slovakia 2007.

## Život
V 15 letech se stala finalistkou pěvecké soutěže In Hľadá Supertvár 2006. V 16 letech zvítězila na národním finále v soutěže Kenvelo Elite Model Look Slovakia 2007. Poté reprezentovala Slovensko na světovém finále Elite Model Look International 2007, které se konalo 21. dubna 2008 v Praze, kde se umístila na 5. místě. Její česká kolegyně Hana Jiříčková se umístila na 3. místě.